# Babar (revista)
Babar es originariamente una revista impresa de literatura infantil, que nació en 1989 como experiencia de animación lectora en un colegio de EGB de Arganda del Rey (Madrid), de manos de Antonio Ventura y su grupo de alumnos.
Con el paso del tiempo, la revista se fue profesionalizando cada vez más. En 2000 abandonó el formato impreso y se creó la revista en formato electrónico, disponible de manera gratuita a través de Internet. Con el fin de proveer a sus lectores de contenidos constantemente actualizados, así como un archivo de artículos y entrevistas aparecidos en números impresos de la revista, se creó la página web, un portal dedicado a la literatura infantil de prestigio internacional.
La revista también dispone de una lista de distribución de correo.
La Biblioteca Virtual Miguel de Cervantes ha digitalizado todos los números (hasta el 26) en su portal "Platero" de Literatura Infantil.
En 2017 recibió el Premio Nacional de Fomento de la Lectura, otorgado por el Ministerio de Cultura. Según el acta del jurado, la revista «Babar» ha obtenido el galardón por «ser un proyecto altruista, con más de veintiocho años, ayer en papel y hoy en otros soportes, siendo un referente imprescindible de información y promoción de la literatura y la lectura infantil y juvenil».